# Frank Dobson (Politiker, 1940)

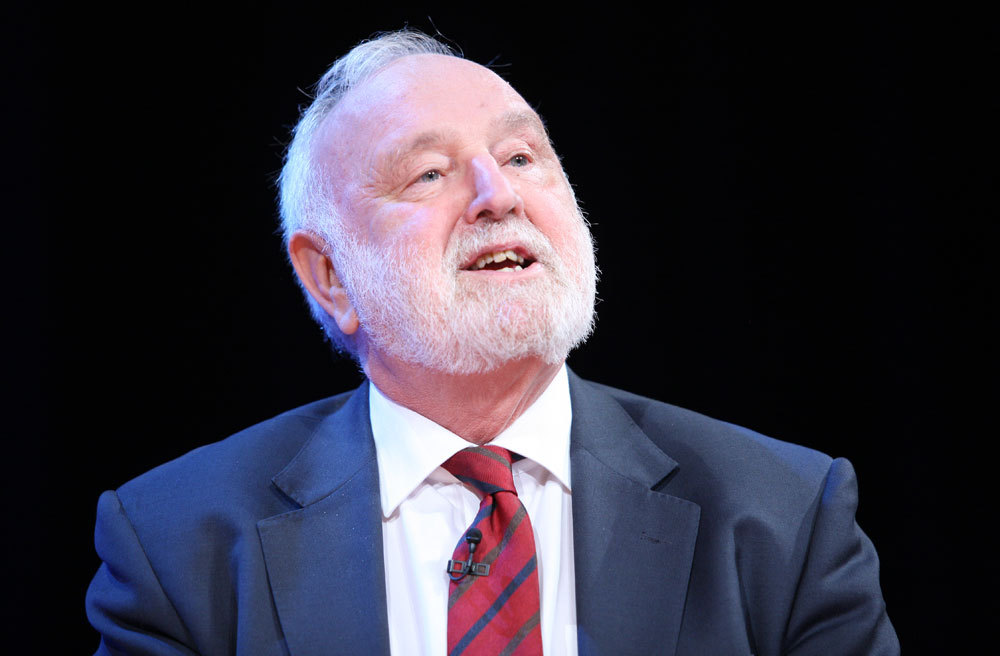
Frank Dobson, 2014

Frank Gordon Dobson (* 15. März 1940 in York, England; † 11. November 2019) war ein britischer Politiker der Labour Party, der zwischen 1979 und 2015 Mitglied des House of Commons und zwischen 1997 und 1999 Gesundheitsminister war.

## Leben

### Unterhausabgeordneter und Oppositionspolitiker
Nach dem Besuch der Archbishop Holgate Grammar School studierte Dobson Wirtschaftswissenschaften an der London School of Economics and Political Science und schloss dieses Studium 1962 mit einem Bachelor of Science (B.Sc.) ab. Im Anschluss war er Mitarbeiter beim Central Electricity Generating Board sowie zwischen 1970 und 1975 Electricity Council und engagierte sich bereits ehrenamtlich wie zum Beispiel als Gouverneur der Argyle Primary School.
Seine politische Laufbahn begann er in der Kommunalpolitik, als er zwischen 1971 und 1976 Mitglied des Rates des London Borough of Camden sowie dessen Vorsitzender von 1973 bis 1975 war. Im Anschluss war er zwischen 1975 und 1979 stellvertretender Sekretär im Büro des Ombudsmann des London Borough of Camden und wurde 1978 außerdem Vorsitzender des Coram’s Field and the Harmsworth Memorial Playground.
Bei den Unterhauswahlen vom 3. Mai 1979 wurde Dobson als Kandidat der Labour Party erstmals ins House of Commons gewählt und vertrat dort zunächst den Wahlkreis Camden Holborn and St Pancras South. Seit den Unterhauswahlen vom 9. Juni 1983 vertrat er den Wahlkreis Holborn and St Pancras im Unterhaus und wurde zuletzt bei den Unterhauswahlen vom 6. Mai 2010 mit 46,1 Prozent der Wählerstimmen wiedergewählt. Bei der Unterhauswahl 2015 trat er nicht mehr an.
Während seiner langjährigen Parlamentszugehörigkeit war er zunächst zwischen 1981 und 1983 Sprecher der oppositionellen Labour-Fraktion für Bildung und dann im Schattenkabinett seiner Partei „Schatten-Gesundheitsminister“, ehe er von 1987 bis 1989 Führer des Unterhauses im Schattenkabinett sowie Koordinator der Wahlkämpfe der Labour Party war. In den nachfolgenden Schattenkabinetten seiner Partei war er zwischen 1989 und 1992 „Schatten-Energieminister“, danach „Schatten-Umweltminister“, von 1993 bis 1994 „Schatten-Verkehrsminister“ und zuletzt von 1993 bis 1997 „Schatten-Minister London und Umwelt“. Zu seinen Mitarbeitern Anfang der 1990er Jahre gehörte unter anderem Chris Bryant, der seit 2001 ebenfalls Unterhausabgeordneter ist und den Wahlkreis Rhondda vertritt.

### Gesundheitsminister und Bürgermeisterkandidat in London
Nach dem Wahlsieg der Labour Party bei den Unterhauswahlen vom 1. Mai 1997 wurde Dobson von Premierminister Tony Blair zum Gesundheitsminister (Secretary of State for Health) in dessen erstes Kabinett berufen, dem er bis zu seiner Ablösung durch Alan Milburn im Oktober 1999 angehörte.
Am 4. Mai 2000 trat er als offizieller Kandidat der Labour Party bei der Wahl zum Mayor of London an, belegte allerdings hinter dem unabhängigen Kandidaten Ken Livingstone und dem Kandidaten der Conservative Party, Steve Norris, lediglich den dritten Platz im ersten Wahlgang.
Danach engagierte er sich in zahlreichen weiteren Gremien und ist unter anderem seit 2001 Mitglied des Verwaltungsgremiums der University of York, seit 2002 Gouverneur des Royal Veterinary College, seit 2008 Mitglied der London School of Hygiene and Tropical Medicine sowie seit 2008 Gouverneur der Coram Foundation. Im Unterhaus war er zwischen 2005 und 2008 Mitglied des Verwaltungsausschusses und gehörte diesem zwischen 2010 und 2015 erneut als Mitglied an.